# يوناس مولر
يوناس مولر (بالألمانية: Jonas Müller)‏ هو لاعب هوكي الجليد ألماني، ولد في 9 نوفمبر 1995 في برلين في ألمانيا.

## وصلات خارجية
- يوناس مولر على موقع EliteProspects.com (الإنجليزية)
- يوناس مولر على موقع Eurohockey.com (الإنجليزية)
- يوناس مولر على موقع HockeyDB.com (الإنجليزية)
- يوناس مولر على موقع أوليمبيديا (الإنجليزية)